# Humbertiella
Humbertiella (лат.) — род богомолов из семейства Gonypetidae.

## Распространение
Встречается в Южной Азии и Юго-Восточной Азии: Индия, Китай, Мьянма, Непал, Пакистан, Таиланд, Шри-Ланка (вид Humbertiella ocularis кроме Азии также найден в Новой Зеландии и на Новой Гвинее).

## Описание
Длина тела около 3 см. От близких родов отличается тем, что костальная область переднего крыла значительно сужена по сравнению с дискоидальной областью (у рода Theopompa костальная область переднего крыла почти такой же ширины, как дискоидальная область, и постепенно сужается к вершине). Вершина головы с заметными боковыми выступами. Глаза крупные и круглые. Переднеспинка длиннее своей ширины, очень немного шире спереди; боковые края гладкие; диск бугорчатый. Передние голени с регулярно расположенными 9 наружными шипами.

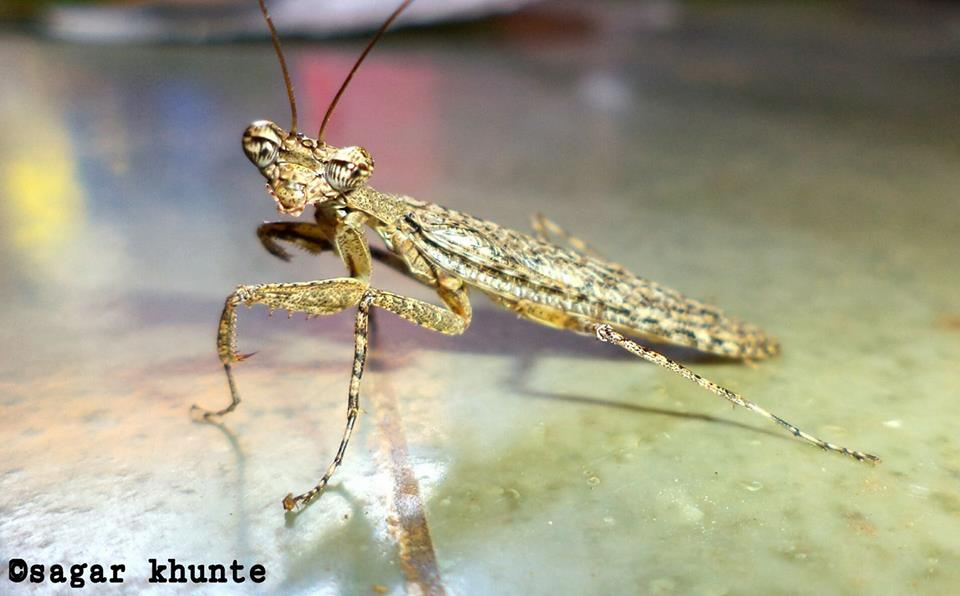

## Классификация
1. Humbertiella affinis Giglio-Tos, 1917
2. Humbertiella africana Rehn, 1912
3. Humbertiella assimilata Wood-Mason, 1891
4. Humbertiella brunneri Kirby, 1904
5. Humbertiella ceylonica Saussure, 1869 typus
6. Humbertiella indica Saussure, 1869
7. Humbertiella laosana Beier, 1930
8. Humbertiella milligratulata Yang in Huang, Yin, Zeng, Lin & Gu, 2002
9. Humbertiella nada Zhang, 1986
10. Humbertiella nigrospinosa Sjostedt, 1930
11. Humbertiella ocularis Saussure, 1872
12. Humbertiella similis Giglio-Tos, 1917
13. Humbertiella sindhica Soomro, Soomro & Wagan, 2001
14. Humbertiella taprobanarum Wood-Mason, 1891
15. Humbertiella yunnanensis Wang & Bi, 1995